# Большеачасырское сельское поселение
Большеачасырское се́льское поселе́ние — муниципальное образование в Зеленодольском районе Татарстана Российской Федерации.
Административный центр — село Большие Ачасыры.

## История
Статус и границы сельского поселения установлены Законом Республики Татарстан от 31 января 2005 года № 24-ЗРТ «Об установлении границ территорий и статусе муниципального образования "Зеленодольский муниципальный район" и муниципальных образований в его составе».

## Население
| 2010 | 2011 | 2012 | 2013 | 2014 | 2015 | 2016 | 2017 | 2018 |
| ---- | ---- | ---- | ---- | ---- | ---- | ---- | ---- | ---- |
| 775  | ↗777 | ↘748 | ↘743 | ↘728 | ↘719 | ↘686 | ↘671 | ↘637 |

## Состав сельского поселения
| № | Населённый пункт | Тип населённого пункта       | Население |
| - | ---------------- | ---------------------------- | --------- |
| 1 | Бишбатман        | село                         | ↘32       |
| 2 | Большие Ачасыры  | село, административный центр |           |
| 3 | Киреево          | деревня                      |           |